# Révay István
Gróf szklabinyai és blatnicai Révay István (Tajna, 1899. május 6. – Bécs, 1989. október 30.) történész, demográfus, politikus és újságíró.

## Élete
Édesapja: gróf Révay Simon (1865–1928); édesanyja: gróf Szapáry Ilma (1872–1947) – anyai nagyapja: gróf Szapáry Gyula (1832–1905) Magyarország miniszterelnöke – egyik testvére: gróf Révay József (1902–1945) filozófus volt.
Magyaróváron, a Gazdasági Akadémián tanult és szerzett oklevelet (1920), majd a felvidéki birtokán gazdálkodott. A két világháború között a felvidéki közéletben is szerepet vállalt. A csehszlovákiai magyar társadalom és  művelődés egyik szervezője: a felvidéki Magyar Közművelődési Szövetség elnökhelyettese (1927–1934), a Csehszlovákiai Magyar Testnevelő Szövetség alapító elnöke (1928–1935) és a Szlovenszkói Magyar Kultúregyesület ügyvezető elnöke (1936–1938) volt. Az első bécsi döntés (1938) után egy ideig Szlovenszkóban maradt, ahol az Egyesült Magyar Párt komáromi kongresszusán (1939. január 19.) a Felvidéki Magyar Párt ügyvezető elnökévé választották.
1941-ben Budapestre költözött. Már előbb a Magyar Statisztikai Társaság tagja lett (1939).  Bars és Hont közigazgatásilag egyelőre egyesített vármegye képviseletében az országgyűlés felsőházának tagja (1941–1944), a Magyar Iskolaszanatórium Egyesület társelnöke (1944) volt. 1945 után kinevezték a Teleki Pál Intézet igazgatójának. 1945 és 1948 között az Intézet igazgatója volt, közben szakértőként részt vett a 2. világháborút lezáró párizsi béke magyar delegációjának munkájában. (1946–1947).
1949-ben emigrált Magyarországról. Norvégiába, majd az Amerikai Egyesült Államokba költözött (1951). Megalakulásától részt vett a Magyar Nemzeti Bizottmány munkájában. New Yorkban a Szabad Európa Bizottság kutatóosztályának munkatársa volt, egy ideig annak magyar részlegét vezette (1951–1958). 1967-től Ausztriában élt. Bécs közelében, Korneuburgban lakott. Tagja volt a Magyar Nemzeti Bizottmánynak, vezetőségi tagja a Csehszlovákiai Magyarok Nemzeti Bizottmányának, és mint a kisebbségi kérdés szakértője részt vett más emigráns szervezetek munkájában is. Ausztriában, történészként a csehszlovákiai, romániai, jugoszláviai, kárpátukrajnai magyar kisebbség problémáival foglalkozott. Ebből a tárgykörből jelentek meg tanulmányai a Katolikus Szemlében, az Új Látóhatárban és a Handbuch der europäischen Volksgruppen c. sorozatban (1970).
Irodalmi hagyatékát, valamint anyaggyűjtését a budapesti Ráday Levéltárnak hagyta.
Korneuburgban temették el.

## Elismerései
- Magyar Érdemrend középkeresztje[1]

## Főbb művei

### Önálló művek
- A csehszlovákiai magyar sport szervezete és tevékenysége 1933-ban – Léva, 1934.
- A belvederei magyar–szlovák határ – A Magyar Statisztikai Társárasság kiadványa, Budapest, 1941.
- Csallóköz nemzetiségi statisztikai térképei az 1773, 1830, 1880, 1890, 1900, 1910, 1920, 1930. évi adatok alapján – A Magyar Statisztikai Társárasság kiadványa, Budapest, 1946.
- Hungarian minorites under Communist rule – 1958.
- Hungarians in Czechoslovakia (többekkel) – 1959.
- Magyarok Erdélyben – Köln, 1963.
- Az erdélyi helyzet – Róma, 1966.
- A magyar kisebbségek mai helyzete. – Integratio, Wien, 1972; Europa Club, 1973, 156–186. o.

### Tanulmányai aKatolikus Szemlében
- A csehszlovákiai magyarság mai helyzete – 1958. 2. sz. 79–82. o.
- A jugoszláviai magyarság mai helyzete – 1958. 4. sz. 177–179. o.
- A kárpátaljai magyarság mai helyzete – 1958. 3. sz. 130–131. p.
- A csehszlovákiai magyarság élete 1958-ban – 1959. 2. sz. 142–144. o.
- A jugoszláviai magyarság élete 1958-ban – 1959. 4. sz. 319–321. o.
- A kárpátaljai magyarság élete 1958-ban – 1959. 3. sz. 221–222. o.
- A csehszlovákiai magyarság helyzete 1959-ben – 1960. 2., 3. sz. 139–143., 222–227. o.
- A kárpátaljai magyarság hírei 1959-ben – 1960. 3. sz. 227–228. o.
- A jugoszláviai magyarság élete – 1961. 1., 2. sz. 58–64., 139–146. o.
- Újabb jelenségek a magyar kisebbségek életében – 1961. 3. sz. 224–227. o.
- Árulás népünk ellen. Öt magyar kisebbség sorsa a vasfüggöny mögött – 1962. 3. sz. 161–169.
- A magyar kisebbségek 1968 után Csehszlovákiában – 1973. 1. sz. 73–74. o.
- A magyar kisebbségek 1968 után Jugoszláviában – 1973. 1. sz. 76–78. o.
- A magyar kisebbségek 1968 után Kárpátalján – 1973. 1. sz. 79–80. o.
- A magyar kisebbségek 1968 után Romániában – 1973. 1. sz. 75–76. o.